# كارستن بريش
كارستن بريش (بالألمانية: Carsten Bresch)‏ (5 سبتمبر 1921-1 مارس 2020) عالم وراثة وفيزيائي ألماني. كان أستاذاً في جامعة فرايبورغ في كلية الأحياء. عمل في غوتنغن وكولونيا ودالاس (الولايات المتحدة) وفرايبورغ ، وكان رائدًا في علم الوراثة من العاثيات ، وكتب معيار علم الوراثة الكلاسيكي والجزيئي.